# Unità ovina mediterranea
L'Unità ovina mediterranea (acronimo, UOM, in inglese Mediterranean Sheep Unit) è un parametro concepito per quantificare i carichi di bestiame in regime di pascolamento facendo riferimento all'energia consumata per il mantenimento di un ovino standard.
Definita da Susmel et al. (1989), l'unità ovina mediterranea è l'energia corrispondente al fabbisogno giornaliero di una pecora di 45 kg di peso vivo, non gravida, dell'età di 3 anni, con condizione di ingrassamento (body score) pari a 3, che si alimenta al pascolo in gran parte dell'anno.
L'utilizzo di questa unità di riferimento permette la comparazione di animali, tipi funzionali e condizioni ambientali differenti con l'applicazione di fattori di correzione che tengono conto dei fabbisogni di lattazione, di gravidanza, di accrescimento e di dinamismo.
Rispetto alle nuove unità foraggere concepite dall'INRA (Institut National de la Recherche Agronomique) e largamente adottate in zootecnica, che prevedono la differenziazione fra Unità Foraggere Latte (UFL) e Unità Foraggere Carne (UFC), secondo il contesto, l'Unità ovina mediterranea presenta il vantaggio di essere estensibile in contesti operativi differenti, indipendentemente dal regime di allevamento e dal tipo funzionale.
Il fattore di conversione fra Unità foraggere e Unità ovina mediterranea cambia secondo il contesto operativo.